# Møn
Møn est une île danoise de 10 448 habitants (2006) située au sud de l'île de Seeland et à l'est de l'île Falster. Contrairement à cette dernière, Møn présente de nombreuses collines et vallées et, à l'est de l'île, des falaises de craie (Møns Klint). Bien que voisines, Falster et Møn n'appartiennent pas à la même mer : la première est incluse dans l'espace maritime Cattégat, Öresund et Belts alors que la seconde se trouve en mer Baltique. 
Le site a été classé réserve de biosphère de l'Unesco en juin 2017.

## Liens externes

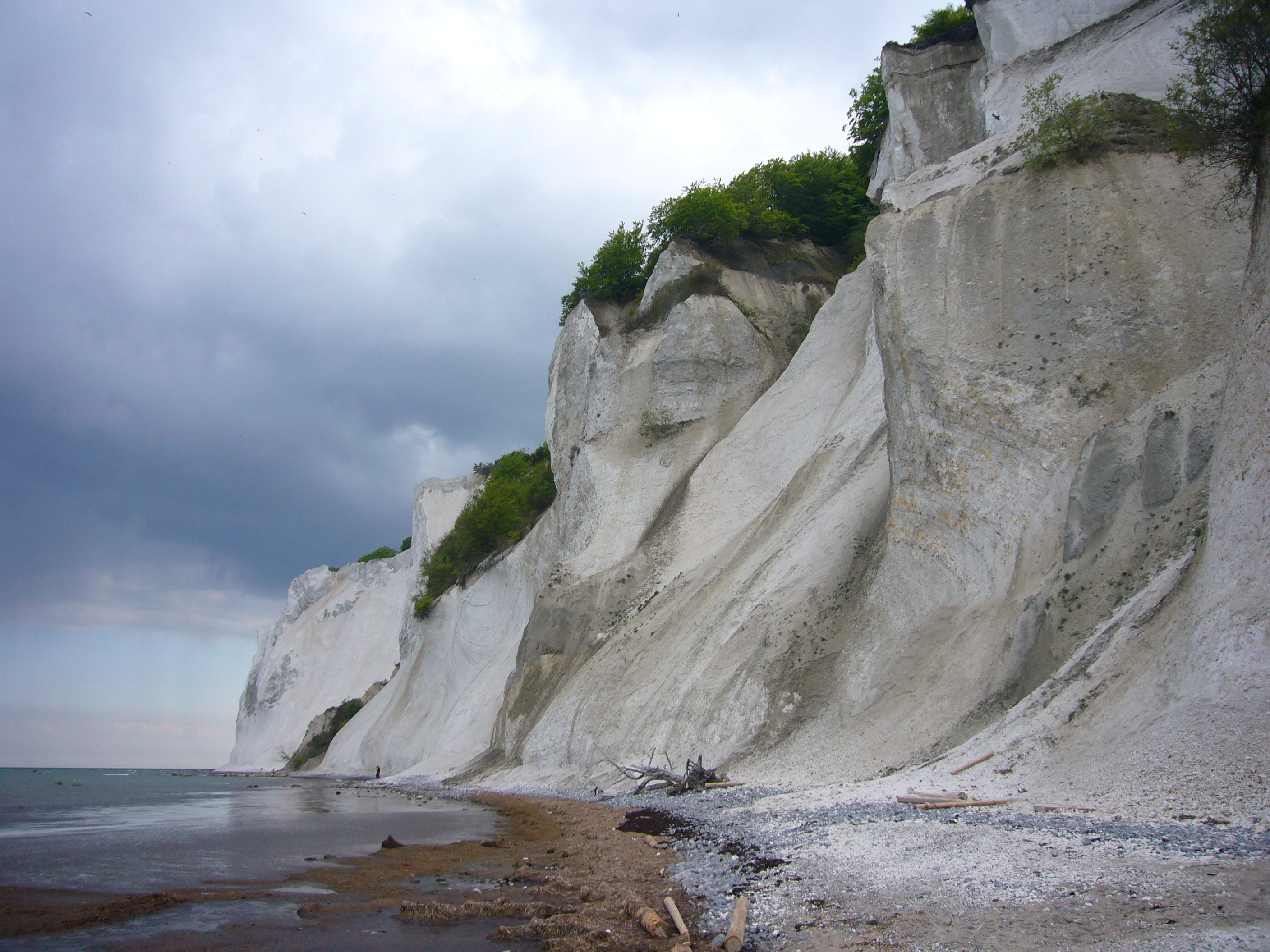

## Villes principales
- Stege